# エレンテリア
エレンテリア（バスク語: Errenteria）またはオレレタ（バスク語: Orereta）またはレンテリア（スペイン語: Renteria）は、スペイン北部バスク州中部のギプスコア県に属するムニシピオ（基礎自治体）の1つである。公式名はバスク語のErrenteria。2014年の人口は39,230人であり、県都サン・セバスティアンとイルンに次いで、ギプスコア県で3番目に人口の多い自治体である。

## 名称
これまでの歴史で、エレンテリアは多くの名前で呼ばれてきた。
1320年に町が作られた時の名はビリャヌエバ・デ・オイアルソ（Villanueva de Oiarso）であった。この地には既にオレレタという名の小さな集落があった。オイアルソとは、町の位置にある谷の名である。現在この名はさらに進化してオイアルツンとなっている。
早い段階からビリャヌエバ・デ・オイアルソはレンテリア（Renteria）の名で知られるようになった。これは事実上、町が海上輸送された積荷に関する所得税を払っていたことを意味する。1368年の段階で既にレンテリアの名が残っている。
伝統的なバスク語の名称エレンテリアも、レンテリアやエレンデリ（Errenderi）という異名同様に昔から知られてきた。エレンテリアはスペイン語名のレンテリアがバスク語化したものである。
20世紀に入るとエレンテリア住民はガリェテロス（Galleteros、ビスケット屋）として知られるようになった。これはビスケット製造のオリベット社（Oribet）があったためである。1994年、エウスカルツァインディア（バスク語アカデミー）はエレンテリアの歴史的名称としてオレレタ（Orereta）を認識するにいたった。1998年、自治体は唯一の正式名称としてバスク語名のエレンテリアを採用した。

## 地理・交通
エレンテリアはオイアルツン川の河岸に形成された都市である。この町にはバスク鉄道の路線の1つもだいたい東西方向に通されており、エレンテリア駅も設置されている。さらに、レンフェ・オペラドーラ（かつてのスペイン国鉄）の路線の1つも、やはりだいたい東西方向に通されており、レソ・エレンテリア駅も設置されている。この他、市街地のすぐ南には欧州自動車道路の幹線の1つであるE05号線も、だいたい東西方向に通されている。

## 政治

### 議会
2007年選挙ではバスク社会党（PSE-EE）が8議席、バスク民族主義行動（EAE-EAJ）が6議席、バスク民族主義党（PNV）が2議席、アララールが2議席、国民党（PP）が2議席、バスク連帯（EA）が1議席を獲得し、バスク社会党のフアン・カルロス・メリーノが市長に就任した。2011年選挙ではビルドゥが8議席、バスク社会党が7議席、バスク民族主義党が3議席、国民党が2議席、エスケル・アニツァ（EA-IU）が1議席を獲得し、ビルドゥのフレン・メンドーサが市長に就任した。
| 政党                                    | 2015   | 2015   | 2011   | 2011   | 2007   | 2007   |
| 政党                                    | 得票率 | 議席数 | 得票率 | 議席数 | 得票率 | 議席数 |
| --------------------------------------- | ------ | ------ | ------ | ------ | ------ | ------ |
| ビルドゥ / エウスカル・エリア・ビルドゥ | 31.82% | 7      | 35.81% | 8      | -      | -      |
| バスク社会党 (PSE-EE)                   | 28.27% | 7      | 28.24% | 7      | 37.03% | 8      |
| イラバシ                                | 18.85% | 4      | -      | -      | -      | -      |
| バスク民族主義党 (EAJ-PNV)              | 14.60% | 3      | 12.68% | 3      | 12.13% | 2      |
| 国民党 (PP)                             | 4.70%  | 0      | 8.97%  | 2      | 8.31%  | 2      |
| エスケル・アニツァ-IU (EA-IU)           | -      | -      | 5.41%  | 1      | -      | -      |
| アララール                              | -      | -      | 2.93%  | 0      | -      | -      |
| アマイカバット (H1!)                    | -      | -      | 2.5%   | 0      | -      | -      |
| バスク民族主義行動 (EAE-ANV)            | -      | -      | -      | -      | 24.81% | 6      |
| バスク統一左翼/アララール (EB-B/A)      | -      | -      | -      | -      | 10.91% | 2      |
| バスク連帯 (EA)                         | -      | -      | -      | -      | 5.04%  | 1      |

## 観光・食事
エレンテリアにはアンドニ・ルイス・アドゥリスがオーナーシェフを務める「ムガリッツ」がある。ムガリッツは2000年に初めてミシュランガイド（レッドミシュラン）の1つ星を獲得し、2005年には2つ星となった。レストラン誌の2014年版世界のベスト・レストラン50ではスペイン最高位の6位となった。

## 出身人物
- アネ・サンテステバン – 自転車競技選手。
- イグナシオ・タブーヨ(1863-1947) - バリトン歌手・音楽教授・作曲家。
- エバリスト・ボサス・ウルティア(1886-1929) - ジャーナリスト。
- コルド・ミチェレナ – 言語学者。
- フアン・カルロス・メリーノ – 政治家。バスク社会党(PSE-EE)所属。
- ヘスス・マリア・サモーラ – サッカー選手。
- ホセ・イリアルテ（ビキラ） – 政治家。
- ホセ・ルイス・カソ – 政治家。バスク祖国と自由(ETA)活動家に殺害された。
- マチン・デ・レンテリア・ウランス – 軍人。
- マヌエル・サマレーノ・ビリョリア – 政治家。バスク祖国と自由(ETA)活動家に殺害された。
- ミゲル・ブエン・ラカンブラ – 政治家。バスク社会党(PSE-EE)所属。
- ルイス・カルロス・サンティアゴ・サバレタ – バスケットボール選手。
- ルイス・デ・ハウレギ（ハウルタコル） - 聖職者・バスク語作家。
- レイレ・マルティネス – 歌手。ラ・オレハ・デ・バン・ゴッホのボーカル。
- ウナイ・ロペス - サッカー選手。

## 姉妹都市
- チュール、フランス
- フエンテペラージョ（スペイン語版）、スペイン
- モンロイ（スペイン語版）、スペイン
- ロウサダ（英語版）、ポルトガル
- ショルンドルフ、ドイツ